# Robbie Braithwaite
Robbie Braithwaite (Belfast, 24 febbraio 1937 – 14 ottobre 2015) è stato un calciatore nordirlandese, di ruolo centrocampista.

## Palmarès

### Club

#### Competizioni nazionali
- Campionato nordirlandese: 4

Linfield: 1958-1959, 1959-1960, 1960-1961, 1961-1962
- Irish Cup: 3

Linfield: 1959-1960, 1961-1962, 1962-1963
- County Antrim Shield: 5

Linfield: 1957-1958, 1958-1959, 1960-1961, 1961-1962, 1962-1963
- Gold Cup (Irlanda del Nord): 4

Linfield: 1957-1958, 1959-1960, 1961-1962, 1963-1964
- Ulster Cup: 2

Linfield: 1959-1960, 1961-1962